# Keith Padgett
Keith Padgett – falklandzki polityk. Dyrektor Finansów (minister) Falklandów od 1 lipca 2008 do 6 marca 2012. szef Rady Wykonawczej (premier) od 1 lutego 2012. Bezpartyjny.